# Airlie Beach
Pour les articles homonymes, voir Airlie (homonymie).
Airlie Beach (2 751 habitants) est une localité située dans la région de Whitsunday au Queensland, en Australie. Elle se trouve environ à la latitude 20°S, près du centre de la Grande barrière de corail qui s'étend sur 2 000 km le long de la côte. Elle bénéficie d'un climat tropical apprécié des touristes. Cependant, sa plage est de taille modeste et la mer est infestée, de novembre à mai, par les méduses "stingers" particulièrement urticantes. Un lagon a donc été construit en bordure de mer pour permettre aux touristes de profiter des joies de la baignade. 

## Économie
Airlie Beach est surtout connue, avec sa voisine Shute Harbour, comme point de départ de croisières vers les îles Whitsunday et la Grande Barrière de Corail. La compagnie d'hydravions charters Air Whitsunday y est aussi basée.

## Galerie

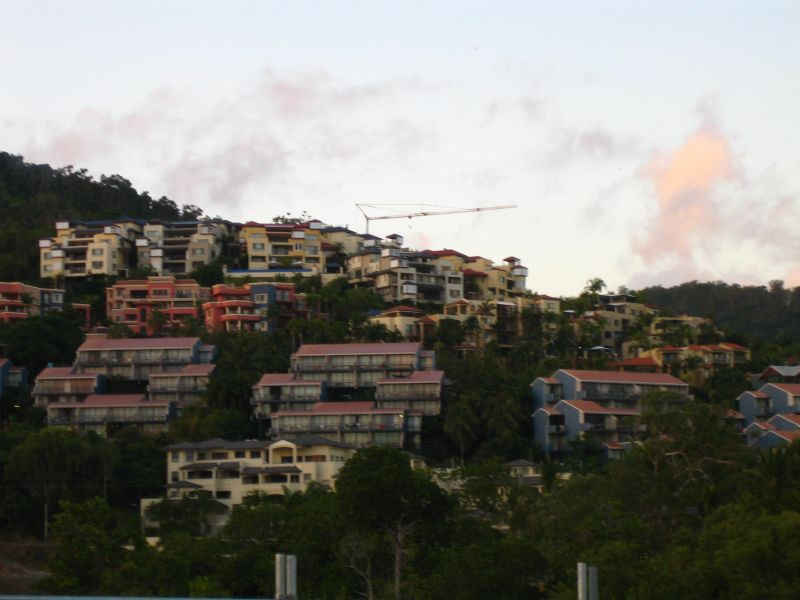
Le village
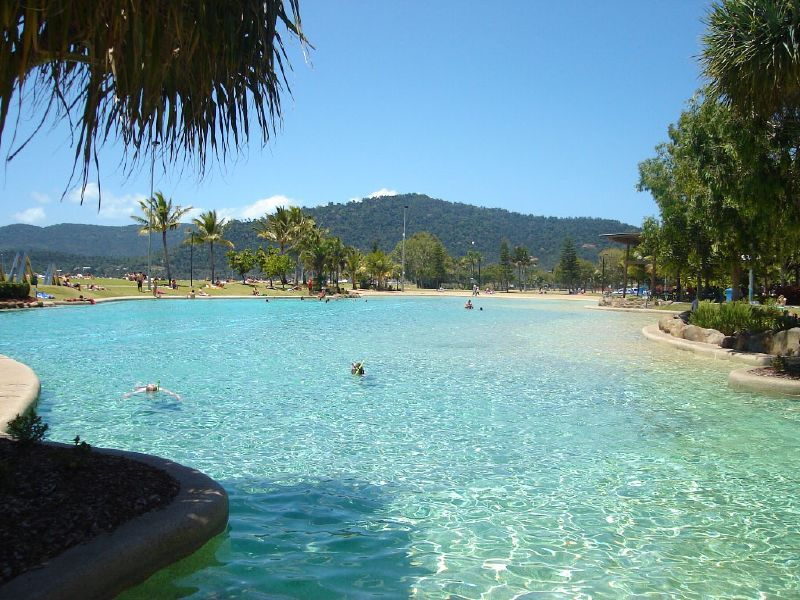
Le lagon

## Référence
- Statistiques sur Airlie Beach